# 칭다오청운한국학교
칭다오청운한국학교(중국어 간체자: 青岛青云韩国学校, 정체자: 靑島靑雲韓國學校)는 중화인민공화국 산둥성 칭다오시에 있는 한국학교이다. 현재 유치원부터 고등학교까지의 과정을 운영하고 있다.

## 연혁
- 2006년 9월 1일 : 개교